# Hu Yaobang
Hu Yaobang (ur. 20 listopada 1915 w Liuyang w prowincji Hunan, zm. 15 kwietnia 1989 w Pekinie) – chiński polityk, przywódca Komunistycznej Partii Chin, zwolennik reform. Represjonowany w okresie rewolucji kulturalnej i w 1976 roku, następnie jeden z najbliższych współpracowników Deng Xiaopinga.
Do Komunistycznej Partii Chin wstąpił będąc jeszcze nastolatkiem. Brał udział w Długim Marszu.
Hu Yaobang zaistniał w polityce w roku 1980, kiedy to objął reaktywowane po 14 latach stanowisko sekretarza generalnego KPCh. Rok później, po ustąpieniu Hua Guofenga, został wybrany przewodniczącym KC. Po zniesieniu stanowiska przewodniczącego KC od 1982 roku nadal jako sekretarz generalny stał na czele partii. Bardzo szybko zdobył sobie popularność, jawiąc się jako zwolennik reform i liberalizacji życia społecznego. W 1986 roku zaproponował rozdzielenie administracji państwowej od partyjnej.
Po protestach studenckich pod koniec 1986 roku, Hu był postrzegany w kierownictwie partii jako ich główny winowajca. 16 stycznia 1987 roku został zmuszony do rezygnacji z funkcji sekretarza generalnego KPCh.
Hu zmarł na atak serca 15 kwietnia 1989. Reakcją na jego śmierć były liczne demonstracje na placu Tian’anmen, które szybko przerodziły się w zamieszki.